# Bronchialtoilette
Als Bronchialtoilette – engl.: respiratory toilet – werden jene Maßnahmen bezeichnet, die dem Freihalten der Atemwege bei Patienten mit gestörten Selbstreinigungsmechanismen dienen. Dies sind meist intubierte bzw. tracheotomierte aber auch bewusstlose und allgemein geschwächte Patienten. Aspirationspneumonie und Atelektasenbildung soll hierdurch verhindern werden.
Da es sich um eine für den Patienten wichtige, aber auch sehr unangenehme Pflegemaßnahme handeln kann, soll diese nur durchgeführt werden, wenn tatsächlich Sekret in der Trachea oder den Hauptbronchen vorhanden ist. Abgesaugt wird es „blind“ mittels eines Tracheal- oder Bronchialkatheters oder gezielt („unter Sicht“) mit Hilfe eines Bronchoskops unter sterilen Voraussetzungen nach entsprechender Informierung des Patienten. 
Da das Vorgehen rund um die Bronchialtoilette zu den exogenen Risikofaktoren für beatmungsassoziierte Pneumonien zählt, spielt die entsprechende Schulung des Pflegepersonals eine entscheidende Rolle.
Eine dabei erfolgende Spülung des Bronchialbaumes (mit isotoner Kochsalzlösung zur besseren Entfernung des oft zähen Sekrets) wird als Bronchiallavage bezeichnet. 
Faktoren, die die adäquate Bronchialtoilette behindern, sind:
- vorangegangene Operationen im Kopf- und Halsbereich (und unzureichende Schmerztherapie)
- Immobilisation z. B. bei einem vorliegenden Polytrauma

Im weiteren Sinn wird das richtige „Abhusten“ des morgendlichen, unzureichend verflüssigten bzw. mobilisierten Bronchialsekrets bei Patienten mit chronischer Bronchitis oder anderen chronischen Erkrankungen der Atemwege als Bronchialtoilette bezeichnet. Dabei wird zunächst tief eingeatmet und mit der ersten Hälfte des Ausatemvolumens leicht geräuspert. Erst mit der zweiten Hälfte des noch vorhandenen Atemzugvolumens soll dann wiederholt leicht gehustet werden.